# Suzuki Mosaburō

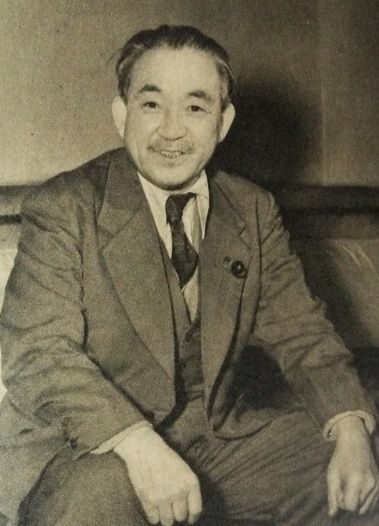
Suzuki Mosaburō

Suzuki Mosaburō (japanisch 鈴木 茂三郎; geboren 7. Februar 1893 in Gamagōri, Aichi; gestorben 7. Mai 1970 in Tōkyō) war ein japanischer Journalist, Essayist und führender Sozialist. Von 1946 bis 1966 war er Mitglied des Abgeordnetenhauses (bis 1947 Unterhaus des Reichstages, ab 1947 der Nationalversammlung) aus Tōkyō, von 1951 bis 1960, unterbrochen durch die Parteispaltung, Oppositionsführer.

## Leben und Wirken
Suzuki Mosaburō machte 1915 seinen Studienabschluss an der Waseda-Universität und arbeitete dann für die Zeitung Hōchi Shimbun (報知新聞). Während er die über die Japanische Intervention in Sibirien und über die Reis-Unruhen von 1918 berichtete, begann er sich für den Sozialismus zu interessieren. 1923 wechselte er zur Zeitung „Tōkyō Nichinichi Shimbun“ (東京日日新聞, heute Mainichi Shimbun). Er beteiligte sich 1928 an der Gründung der „Proletarische Partei der Massen“ (無産大衆党, Musan taishū-tō), in den Jahren 1928 bis 1930 an der „Japanischen Partei der Massen“ (日本大衆党, Nihon taishū-tō) und 1937 an der „Proletarischen Partei Japans“ (日本無産党, Nihon Musan-tō). Im Dezember 1937 wurde Suzuki im Zusammenhang mit dem „Volksfront-Zwischenfall“ 1937 festgenommen und kam für einige Zeit ins Gefängnis.
Nach dem Pazifikkrieg beteiligte Suzuki sich an der Gründung der Sozialistischen Partei Japans (SPJ) und wirkte von 1948 als Vorsitzender des politischen Ausschusses, ab 1949 zusätzlich als Generalsekretär und ab 1951 als Vorsitzender. Ab der Wahl 1946 war er in insgesamt neun Wahlperioden Mitglied des Abgeordnetenhauses, 1946, als die ganze Präfektur in nur zwei „große“ Wahlkreise geteilt war, zunächst für den Elfmandatswahlkreis Tōkyō 2, ab 1947 für den SNTV-Dreimandatswahlkreis Tōkyō 3, der aus den Gemeinden Setagaya und Meguro bestand. Als Vorsitzender des Haushaltsausschusses des Abgeordnetenhauses drohte Suzuki 1948 im Streit über Preiskontrollen und Steuern, den Haushaltsentwurf des Kabinetts Katayama zu blockieren, und trug so wesentlich dazu bei, die SPJ-geführte Regierung nach weniger als einem Jahr zu stürzen.
Als sich die SPJ 1951 teilte, wurde Suzuki Vorsitzender des Linken Flügels (左派 Saha). Nach der Wiedervereinigung 1955 wurde er wieder zum Vorsitzenden der Gesamtpartei gewählt.
1960 spaltete sich anlässlich der Neuauflage des US-japanischen Sicherheitsvertrages mit der DSP ein Teil des rechten Flügels, der gegen die SPJ-Parteilinie Wiederbewaffnung und US-Bündnis als Teil der Nachkriegsordnung akzeptierte, endgültig von der SPJ ab, und Suzuki zog sich von allen Parteiämtern zurück. Bei der Abgeordnetenhauswahl 1967 kandidierte er nicht für eine Wiederwahl als Abgeordneter und zog sich aus der Politik zurück.